# Ferdinand Gassina
Ferdinand Gassina (* 13. November 1992 in Bongor) ist ein tschadischer Fußballspieler auf der Position des Zentralen und Defensiven Mittelfelds. Er ist ehemaliger tschadischer Nationalspieler und aktuell für den Hauptstadtklub AS CotonTchad aktiv.

## Karriere

### Verein
Gassina begann seine Profikarriere 2009 in der Tschad Premier League im Kader des Hauptstadtclub Foullah Edifice FC. In seiner Debütsaison noch ohne Titel, gewann er ein Jahr später den Coupe de Ligue de N'Djaména. Ein Jahr später nahm er mit den Verein am CAF Confederation Cup 2011 teil, wo in der Vorrunde, dass Team CD Elá Nguema aus Äquatorialguinea mit 2:1 aus Hin- und Rückspiel bezwungen wurde. In der nächsten Runde musste sich die Mannschaft um Gassina, Massama Asselmo und Hassan Hissein den Gegner Kaduna United aus Nigeria jedoch knapp mit 2:1 geschlagen geben. Noch im gleichen Jahr gewann er mit den Verein die tschadische Meisterschaft und stand im Endspiel der Pokale Coupe de Ligue de N'Djaména und Coupe MUR, die jedoch beide verloren gingen. In der Saison 2012 nahm Gassina erstmals an der CAF Champions League teil, unterlag jedoch in der Vorrunde den algerischen Verein JSM Béjaïa mit 1:3 nach Hin- und Rückspiel. Ein Jahr später gewann er mit der Mannschaft seine zweite tschadische Meisterschaft. Anfang 2014 verließ er den Tschad und wechselte zum gabunischen Verein AS Mangasport in die Championnat National D1. Hier gewann er in seiner Debütsaison 2013/14 die gabunischen Meisterschaft. Auch mit seinen neuen Verein kam er in der CAF Champions League 2015 nicht über die 1. Runde hinaus und unterlag dort den malischen Hauptstadtklub Stade Malien mit einem Gesamtergebnis von 2:5. Im gleichen Jahr wurde er am Ende der Saison erneut gabunischer Meister mit Mangasport. Im Wettbewerb der CAF Champions League 2016 scheiterte er mit der Mannschaft mit 0:3 aus Hin- und Rückspiel gegen den Verein Étoile du Congo aus Brazzaville. Im Jahr 2016 verließ er Gabun und kehrte in den Tschad zurück, wo er sich für eine Saison den Hauptstadtklub AS CotonTchad anschloss. 2017 wechselte er innerhalb der Liga und kehrte zu seinen Stammverein Foullah Edifice zurück. Hier wurde er 2017 Vizemeister und gewann seinen ersten Supercup. Zur Saison 2020 verließ er seinen Stammverein erneut und kehrte zum Ligakonkurrenten AS CotonTchad zurück.

### Nationalmannschaft
Sein Debüt für die Tschadische Fußballnationalmannschaft gab Gassina am 28. September 2010, im Rahmen des CEMAC Cup 2010 gegen die Auswahl der Republik Kongo. Er nahm an Qualifikationsspielen zur Fußball-Weltmeisterschaft 2014 und der Afrikameisterschaft (2012, 2013, 2015) teil, konnte jedoch keine nennenswerten Erfolge erzielen. Er war zudem Teilnehmer des CEMAC Cup im Jahr 2010, 2013 und 2014. Hier erreichte er 2010 an der Seite von Ahmed Medego und Torjäger Ezechiel N’Douassel den vierten Platz. In den Wettbewerbe 2013 und 2014 schied er mit der Mannschaft bereits in der Gruppenphase aus. Sein letztes Spiel im Trikot der Nationalmannschaft absolvierte Gassina am 7. Dezember 2014 gegen die Auswahl von Gabun.

### Erfolge
Verein
- Tschadischer Meister: 2011, 2013
- Tschadischer Supercup: 2017
- Coupe de Ligue de N'Djaména: 2011
- Gabunischer Meister: 2013/14, 2015